# Villa Bosch

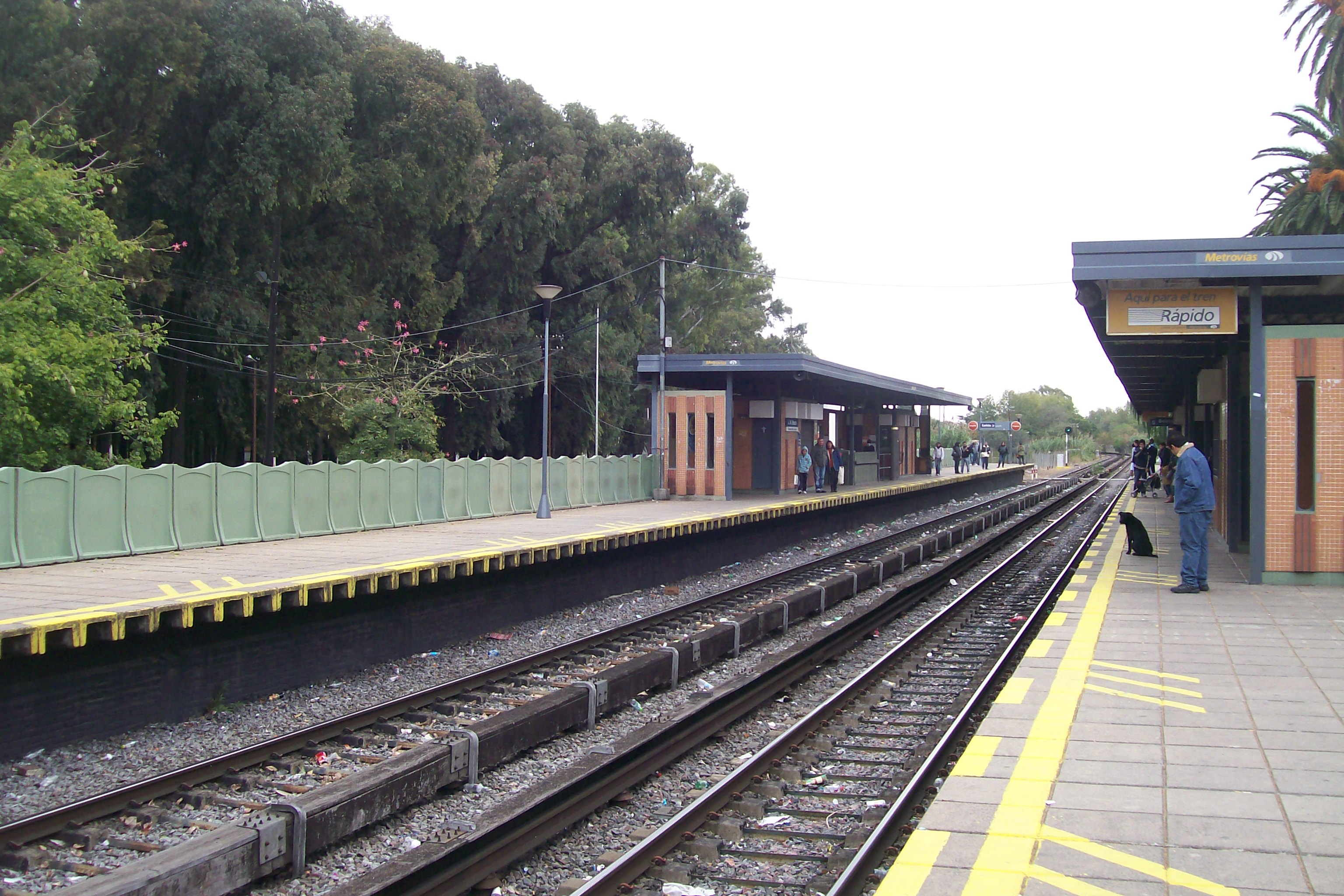
Estació d'Villa Bosch.

Villa Bosch és una localitat i part del Gran Buenos Aires, al nord-oest de la Capital Federal i situada a la zona centre-est del partit d'Tres de Febrero, a la província de Buenos Aires, Argentina.
Els seus limits amb les localitats com: Caseros, Martín Coronado i Loma Hermosa del mateix partit, i con el partit d'San Martín. El seu nom ve de la família Bosch, les propietaris històrics amb anterioritat d'aquestes terres.

## Parròquies de l'Església catòlica en Villa Bosch
| Diòcesi   | San Martín                                                              |
| --------- | ----------------------------------------------------------------------- |
| Parròquia | Asunción de la Virgen, Nuestra Señora del Carmen, San Francisco de Asís |